# Felsőszalók
Felsőszalók (szlovákul: Vyšný Slavkov, németül: Ober-Schlauch) község Szlovákiában, az Eperjesi kerület Lőcsei járásában.

## Fekvése
Lőcsétől 20 km-re északkeletre, a Szalóki-patak partján fekszik.

## Története
A régészeti leletek tanúsága szerint a történelem előtti időkben a puhói és a hallstatti kultúra népe élt a területén.
Szalók neve 1312-ben „Zalouk” néven szerepel először. Neve a szláv Slavek személynévből származik. A mai Felsőszalókot a német jog alapján alapították, 1347-ben „Owzalouk” néven említik először. A 14. században a tarcai vár uradalmához tartozott. 1471-ben „Felsewzalok” néven említik. A Polyankai család birtoka, később több nemesi családé volt. 1787-ben 69 házát 563-an lakták.
A 18. század végén Vályi András így ír róla: „Alsó, és Felső Szalók. Két falu Sáros Várm. Alsó Szalóknak földes Urai Semsey Uraság, és a’ Szepesi Káptalan; ennek Ispotállya is van: Felső Szalóknak pedig, melly Szepes Vármegyében vagyon, földes Ura Horvát Úr, lakosaik katolikusok, és másfélék is, fekszenek Farkasvőlgyén, Szepes Várm. szélénél; határbéli földgyeik néhol soványak, fájok, legelőjök van.”
1828-ban 89 háza és 644 lakosa volt. Lakói mezőgazdasággal és erdei munkákkal foglalkoztak.
Fényes Elek 1851-ben kiadott geográfiai szótárában így ír a faluról: „Felső-Szalók, tót falu, Szepes vmegyében, Sáros vmegye szélén, egy terméketlen völgyben, 602 kath., 7 evang., 35 zsidó lak. Kath. paroch. templom. Sok és jó mész. Négy vizimalom. F. u. Vitkóczy, Teőke, Kolacskovszky, Szerdahelyi, Reviczky. Ut. p. Lőcse 5 óra.”
A trianoni diktátum előtt Szepes vármegye Szepesváraljai járásához tartozott. A szlovák nemzeti felkelés idején határán élénk partizán tevékenység folyt.

## Népessége
| Év:            | 1994. | 2004.   | 2014.    | 2024.   |
| -------------- | ----- | ------- | -------- | ------- |
| Emberek száma: | 358   | 336     | 284      | 258     |
| Eltérés:       |       | -6,14 % | -15,47 % | -9,15 % |

| Év:            | 2023. | 2024.   |
| -------------- | ----- | ------- |
| Emberek száma: | 263   | 258     |
| Eltérés:       |       | -1,90 % |

1910-ben 526, túlnyomórészt szlovák lakosa volt.
2001-ben 353 lakosából 347 szlovák volt.
2011-ben 307 lakosából 284 szlovák.

## Nevezetességei
- Mihály arkangyalnak szentelt római katolikus plébániatemploma 1884-ben épült, berendezése azonban részben régebbi. 14. századi gótikus Szűz Mária szobra van.
- Barokk kúriája a 18. század végén épült.
- Környéke természeti látványosságokban rendkívül gazdag.